# Thomas H. Averett
Thomas Hamlet Averett (* 10. Juli 1800 bei Halifax, Halifax County, Virginia; † 30. Juni 1855 ebenda) war ein US-amerikanischer Politiker. Zwischen 1849 und 1853 vertrat er den Bundesstaat Virginia im US-Repräsentantenhaus.

## Werdegang
Thomas Averett besuchte die öffentlichen Schulen seiner Heimat. Während des Britisch-Amerikanischen Krieges von 1812 war er Tambour. Nach einem Medizinstudium am Jefferson Medical College in Philadelphia und seiner Zulassung als Arzt begann er in Halifax und Umgebung zu praktizieren. Gleichzeitig schlug er als Mitglied der Demokratischen Partei eine politische Laufbahn ein. In den Jahren 1848 und 1849 saß er im Senat von Virginia.
1846 kandidierte Averett erfolglos für das US-Repräsentantenhaus in Washington, D.C. Bei den Kongresswahlen des Jahres 1848 wurde er aber im dritten Wahlbezirk von Virginia in den Kongress gewählt, wo er am 4. März 1849 die Nachfolge von Thomas Flournoy antrat. Nach einer Wiederwahl konnte er dort bis zum 3. März 1853 zwei Legislaturperioden absolvieren. Diese waren von den Diskussionen um die Sklaverei geprägt. Dazu gehörte auch die Debatte um den von Henry Clay eingebrachten und verabschiedeten Kompromiss von 1850. Averett war selber Sklavenhalter.
Im Jahr 1852 wurde Thomas Averett nicht mehr zur Wiederwahl nominiert. Nach dem Ablauf seiner Zeit im US-Repräsentantenhaus arbeitete er wieder als Arzt. Er starb am 30. Juni 1855 bei Halifax.